# 1306 هـ
1306 هـ هي سنة في التقويم الهجري امتدت مقابلةً في التقويم الميلادي بين سنتي 1888 و1889.

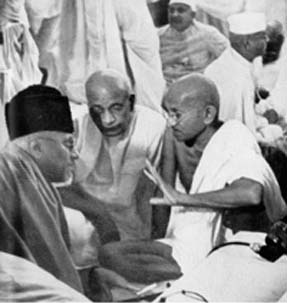
أبو الكلام آزاد

## أحداث
- توقيع اتفاقية القسطنطينية الخاصة بحرية الملاحة في قناة السويس,بين الدولة العثمانية وبريطانيا وفرنسا وروسيا وألمانيا.
- أول خط سكة حديد في الصين يدخل العمل.
- وفاة الأمير عبد الله العتيبي أمير الزلفي في الدولة السعودية الثانية.
- تصوير ثاني صورة في الأراضي العربية وكانت في فلسطين.
- تصوير ثالث صورة في الأراضي العربية وكانت في العراق.

## مواليد
- أبو الكلام آزاد
- عباس محمود العقاد
- محسن الحكيم
- محمد الخالصي
- عبد المحسن السعدون
- حكمت سليمان
- أبو اليقظان
- أدولف هتلر
- حليم دموس
- سابا زريق
- طه حسين
- عارف الشهابي
- عبد الجليل عيسى
- عبد العزيز الميمني
- فؤاد غصن
- محمد البشير الإبراهيمي
- ميرك شاه أندرابي
- نجيب الريحاني
- هنريك صمويل نيبرج
- 1368 هـ
- بديعة مصابني

## وفيات
- ألفرد فن كريمر
- السيد أحمد خان
- حامد حسين الهندي
- عبد الله فكري
- علي بن سليمان الدمناتي
- علي بن محمد بن الحسن البسطامي
- محمد عباس التستري
- نامق كمال
- خليل ناصيف اليازجي
- محمد قدري باشا